# Arthur Dumas
Pour les articles homonymes, voir Dumas.
 (novembre 2020).
Just Sébastien Arthur Dumas est un homme politique français, né le 28 août 1825 à Vollore-Ville et mort le 8 octobre 1905 à Vollore-Ville.

## Biographie
Fils de Jean Baptiste Antoine Dumas (1784-1862), avocat et juge suppléant au tribunal civil de Thiers, et de Michelle Adèle Félicité Goyon (1802-1878), Just Sébastien Arthur Dumas nait le 28 août 1825 au domicile de ses père et mère situé à Vollore-Ville.
Son frère, Jean Félix Camille, propriétaire du château de Fontenille, sera maire de Lezoux. Un des fils de ce dernier, Antoine Barthélemy Dumas, père du pilote et maire de Sainte-Agathe, Gérard Dumas de Vaulx, sera quant à lui, maire de Sainte-Agathe.
Par sa mère, fille de François Goyon et de Marie Jouvet, il est le neveu d'Hippolyte Goyon.
Il épouse, en premières noces, le 3 septembre 1866, à Ambert, Marie Françoise Pierrette Michelle Bravard de la Boisserie (1844-1871), fille de Jacques Esprit Marie Alfred Bravard de la Boisserie, avocat, et de Marie Antoinette Valérie Vimal, et petite-fille de l'ancien député, Jean-François Vimal-Dupuy.
Il épouse, en secondes noces, le 12 janvier 1875, au Puy-en-Velay, Marie Geneviève Ciprienne Marguerite Baud de Brive (1848-1928), fille de Noël Marie Ernest Baud de Brive, avocat, et de Marie Claudine Bravard de la Boisserie. De ce mariage naissent :
- Marie Louise (1876[4]-1953) qui épousera, en 1900, Marie Antoine Charles Gilbert Bureaux de Pusy Dumottier de Lafayette (1871-1950),
- Geneviève Camille (1877[5]-1889[6])

Il décède le 8 octobre 1905 dans son château de Vollore.

## Carrière politique

### Au Conseil général du Puy-de-Dôme
Il est élu, le 19 juin 1864, dans le canton de Courpière, par 1 950 voix sur 3 701 votants pour 4 686 inscrits, contre 1 374 suffrages au profit de son oncle, Hippolyte Goyon, conseiller sortant.
Il est réélu, aux élections du 8 octobre 1871, par 1 935 voix sur 3 504 votants pour 4 666 inscrits, contre 1 516 suffrages à Troussel.
Il est reconduit dans son mandat, aux élections du 4 novembre 1877, réélu par 2 321 voix pour 2 527 votants pour 4 627 inscrits.
Il est à nouveau réélu, le 12 août 1883, par 1 852 voix sur 3 666 votants pour 4 603 inscrits, contre 1 697 suffrages à Noël François Victor Chamerlat, maire de Courpière.
Il sera battu par ce dernier aux élections du 28 juillet 1889, n'ayant recueilli que 1 645 voix, contre 2 064 pour Chamerlat, sur 3 852 suffrages exprimés pour 4 763 inscrits.

### À la mairie de Vollore-Ville
Il est élu en 1870 maire de Vollore-Ville, faisant suite à Jacques Halley (1791-1872). Il conservera ce mandat jusqu'en 1904.

## Engagement et distinction
Il est proposé, en 1893, à la correspondance de l'Académie des sciences, belles-lettres et arts de Clermont-Ferrand par le docteur Plicque.
En 1899, il adhère à la ligue de la patrie française, organisation politique française, d'orientation nationaliste, fondée le 31 décembre 1898, dans le cadre de l'affaire Dreyfus, et rassemblant les forces antidreyfusardes composée notamment de professeurs et d'artistes mais également de boulangistes et de bonapartistes.

## Sources
1. ↑  Archives départementales du Puy-de-Dôme - Registre des naissances de la ville de Vollore-Ville - 1821-1830 - Cote 6 E 468 11 - p. 108/229 (https://www.archivesdepartementales.puydedome.fr/ark:/72847/vtaa0bccdf9a1e734ea/daogrp/0/layout:table/idsearch:RECH_d681fbe6bb1dd8fc196eb1921752a491#id:280945908?gallery=true&brightness=100.00&contrast=100.00&center=992.000,-660.000&zoom=6&rotation=0.000)
2. ↑  Archives départementales du Puy-de-Dôme - Registre de l'état-civil de la ville d'Ambert - 1865-1866 - Cote 6 E 3 47 - p. 148/248 (https://www.archivesdepartementales.puydedome.fr/ark:/72847/vta2e3e6658aee2d303/daogrp/0/layout:table/idsearch:RECH_1cbad06d3376780f0e94ce962246fbe4#id:1796125613?gallery=true&brightness=100.00&contrast=100.00&center=984.000,-702.000&zoom=6&rotation=0.000)
3. ↑  Archives départementales de la Haute-Loire - Registre des mariages de la ville du Puy-en-Velay - 1875 - Cote 6 E 178/197 - p. 2/77
4. ↑  Archives départementales du Puy-de-Dôme - Registre des naissances de la ville de Vollore-Ville - 1869-1896 - Cote 6 E 1717 - p. 108/432 (https://www.archivesdepartementales.puydedome.fr/ark:/72847/vta38c7c5b27ab5061f/daogrp/0/layout:table/idsearch:RECH_d00961f6fbc9ef0413d0a0a51586b667#id:2062824868?gallery=true&brightness=100.00&contrast=100.00&center=783.399,-842.037&zoom=8&rotation=0.000)
5. ↑  Archives départementales du Puy-de-Dôme - Registre des naissances de la ville de Vollore-Ville - 1869-1896 - Cote 6 E 1717 - p. 133/432 (https://www.archivesdepartementales.puydedome.fr/ark:/72847/vta38c7c5b27ab5061f/daogrp/0/layout:table/idsearch:RECH_fbdb0beb1cf25e9f907d499f62c3f25e#id:1981555020?gallery=true&brightness=100.00&contrast=100.00&center=1540.126,-798.992&zoom=10&rotation=0.000)
6. ↑  Archives départementales du Puy-de-Dôme - Registre des décès de la ville de Vollore-Ville - 1869-1896 - Cote 6 E 1719 - p. 297/417 (https://www.archivesdepartementales.puydedome.fr/ark:/72847/vtaa5c0ba51a2daeb3e/daogrp/0/layout:table/idsearch:RECH_51039963cd76014af03f8b1cdf202d22#id:611618675?gallery=true&brightness=100.00&contrast=100.00&center=992.000,-660.000&zoom=6&rotation=0.000)
7. ↑  Archives départementales du Puy-de-Dôme - Registre des décès de la ville de Vollore-Ville - 1896-1916 - Cote 6 E 7930 - p. 112/179 (https://www.archivesdepartementales.puydedome.fr/ark:/72847/vta544b236bacbc7/daogrp/0/layout:table/idsearch:RECH_6e55c7b6075fb2660c0b7ec18336fe8c#id:1337933205?gallery=true&brightness=100.00&contrast=100.00&center=1275.500,-850.500&zoom=6&rotation=0.000)
8. 1 2 3 4 5  Georges Bonnefoy, Histoire de l'administration civile de la province d'Auvergne et du département du Puy-de-Dôme depuis les temps les plus reculés jusqu'à nos jours suivie d'une revue biographique illustrée des membres de l'état politique moderne (députés et sénateurs - Premier volume, Paris, Librairie historique des provinces Émile Lechevalier, 1895 (lire en ligne), p. 668
9. ↑  « Son histoire - Vollore-Ville » (consulté le 7 mai 2020)
10. ↑  Base Léonore - HALLEY Jacques - Cote LH/1259/73 (www2.culture.gouv.fr/LH/LH086/PG/FRDAFAN83_OL1259073V001.htm)
11. ↑  Académie des sciences, belles-lettres et arts de Clermont-Ferrand, Bulletin historique et scientifique de l'Auvergne, Clermont-Ferrand, Louis Bellet, imprimeur-libraire, 1893 (lire en ligne), p. 130
12. ↑  « La 'Patrie française' », Le Journal,‎ 1er février 1899, p. 3 (lire en ligne)